# Jan I., pán z Monaka
Jan I. Grimaldi (italsky: Giovanni I Grimaldi) (cca 1382 – 1454) byl třikrát pánem z Monaka; v roce 1395, v letech 1419 až 1436 společně se svými bratry Ambrožem a Antonínem a v letech 1436 až 1454 držel titul úplně sám.